# 1658 en musique classique
| \| • Retour à la chronologie générale de la musique classique • \| |
| Grèce • Rome • Haut Moyen Âge • VIIIe siècle • IXe siècle • Xe siècle • XIe siècle XIIe siècle • XIIIe siècle • XIVe siècle • XVe siècle • XVIe siècle • XVIIe siècle XVIIIe siècle • XIXe siècle • XXe siècle • XXIe siècle |
| • Retour à la chronologie générale de la musique classique • |

| Années en musique classique : 1655 - 1656 - 1657 - 1658 - 1659 - 1660 - 1661    |
| Décennies en musique classique : 1620 - 1630 - 1640 - 1650 - 1660 - 1670 - 1680 |

## Événements
- Meslanges de sujets chrétiens, d'Étienne Moulinié.
- Ballet d'Alcidiane, de Boësset, Mollier, Lully.

## Naissances

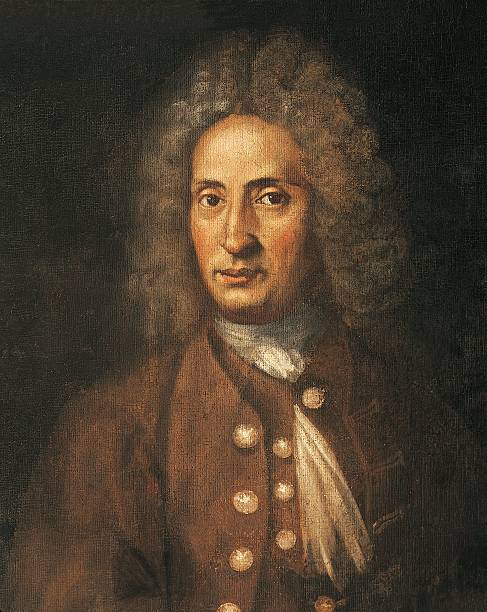
Giuseppe Torelli

- 22 avril : Giuseppe Torelli, violoniste et compositeur italien († 8 février 1709).

Date indéterminée :
- Robert de Visée, luthiste français († après 1732).

Probable :
- Jean Desfontaines, compositeur († après 1752).

## Décès
- Nicolas Le Vavasseur, compositeur français (° vers 1580).